# USS LST-937
O USS LST-937 foi um navio de guerra norte-americano da classe LST que operou durante a Segunda Guerra Mundial.